# Günther Steeb
Günther Steeb (* 23. August 1931 in Gerstetten; † 14. April 2023) war ein deutscher Volkswirt und Politiker (CDU).

## Leben
Nach dem Abitur 1951 am Realgymnasium in Esslingen am Neckar absolvierte Steeb von 1952 bis 1955 ein FH-Studium an der Staatlichen Verwaltungsschule Stuttgart, das er mit der Prüfung als Verwaltungswirt für den gehobenen Dienst beendete. Ende 1955 nahm er ein Studium der Volkswirtschaftslehre an der Eberhard Karls Universität Tübingen auf, das er im November 1959 mit der Prüfung als Diplom-Volkswirt abschloss. Seine Promotion zum Dr. rer. pol. erfolgte 1962 bei Professor Rudolf Johns (Dissertation: Die Folgekosten kommunaler Siedlungen und ihre Finanzierung).
Steeb arbeitete seit April 1960 bei der Städtischen Spar- und Girokasse Stuttgart, wurde zunächst leitender Angestellter der Bank und war seit 1970 deren Direktor. Nach der Fusion mit der Württembergischen Landessparkasse 1975 zur Landesgirokasse Stuttgart war er bis zu seinem Ausscheiden 1981 auch deren Direktor. Darüber hinaus wirkte er in den 1970er-Jahren als Lehrbeauftragter für Volkswirtschaft an der Akademie für Betriebswirtschaft und Welthandelssprachen in Stuttgart. Er trat in die CDU ein und wurde Landesvorsitzender der Mittelstands- und Wirtschaftsvereinigung der CDU Baden-Württemberg. Vom 10. Januar 1969, als er für den ausgeschiedenen Abgeordneten Friedrich Schock nachrückte, bis 1980 war er Mitglied des Landtages von Baden-Württemberg. Bei der Landtagswahl 1976 erzielte er ein Direktmandat im Wahlkreis Schorndorf.
1981 wurde er geschäftsführender Gesellschafter der Schwäbischen Beteiligungsgesellschaft mbH in Stuttgart und selbständiger Unternehmens- und Finanzberater in Remshalden.

## Ehrungen
- 1974: Verdienstkreuz am Bande der Bundesrepublik Deutschland
- 1980: Verdienstkreuz 1. Klasse der Bundesrepublik Deutschland